# Palazzo Lancia
El Palazzo Lancia o Grattacielo Lancia es un rascacielos de oficinas proyectado por Nino Rosani situado en Borgo San Paolo, Turín, Italia.

## Historia
La obra fue encargada por Gianni Lancia, propietario en aquel momento del fabricante automovilístico Lancia. El rascacielos pretendía concentrar todas las oficinas turinesas de la empresa en un mismo lugar. El lugar elegido para levantar la torre fue sobre Via Lancia, que atravesaba la fábrica de Lancia Borgo San Paolo dividiendo el complejo en dos zonas. 
La solución adoptada para el rascacielos fue darle forma de puente sobre la calle, sirviendo además de este modo cómo nexo de unión entre ambas zonas del complejo fabril. Con 16 plantas, alcanza una altura de 65 metros. Fue terminado en 1954 por el arquitecto Nino Rosani con los cálculos estructurales realizados por M. Partesi y G.M. Pugno. Todavía hoy es el edificio más importante de Borgo San Paolo y uno de los más significativos de la ciudad.
La zona sur del complejo ha sido demolida durante la última década del siglo XX y principios del XXI para dar paso a nuevos proyectos residenciales y comerciales. El mismo destino está proyectado para la zona Norte del complejo.